# إلمر بوش
إلمر بوش (بالإنجليزية: Elmer Busch)‏ هو لاعب كرة قدم أمريكية أمريكي، ولد في 1 يونيو 1889 في Potter Valley, California ‏ في الولايات المتحدة، وتوفي في 14 يناير 1949 في وكياه في الولايات المتحدة.